# Georg von Schüßler
Georg Wilhelm Schüßler, seit 1884 von Schüßler, (* 22. Juni 1861 in Berlin; † 29. November 1927 in Eisenach) war ein preußischer Generalleutnant im Ersten Weltkrieg.

## Leben

### Herkunft
Georg war der Sohn des preußischen Generalmajors Otto von Schüßler (1825–1899), der am 11. Dezember 1884 in den erblichen preußischen Adelsstand erhoben wurde, und dessen Ehefrau Olga, geborene Freiin von Strombeck (1834–1890). Seine ältere Schwester Helene (1858–1929) war mit dem preußischen Generalmajor Franz von Issendorff (1851–1908) verheiratet.

### Militärkarriere
Schüßler wurde nach seiner Erziehung im Kadettenkorps am 17. April 1880 als Sekondeleutnant dem 6. Rheinischen Infanterie-Regiment Nr. 68 der Preußischen Armee in Koblenz überwiesen. Von Anfang Januar 1885 bis Mitte November 1888 war er Adjutant des Füsilier-Bataillons. In gleicher Eigenschaft wurde er von Mitte März 1889 bis Ende Oktober 1890 zum Bezirkskommando Neuss kommandiert und stieg zum Premierleutnant auf. Daran schloss sich seine Kommandierung als Adjutant der 57. Infanterie-Brigade in Freiburg im Breisgau an. Unter Belassung in diesem Kommando rückte Schüßler am 14. Juni 1893 zum Hauptmann auf und trat am 16. Juni 1894 mit der Ernennung zum Kompaniechef im 5. Badischen Infanterie-Regiment Nr. 113 in den Truppendienst zurück. Ende März 1899 folgte seine Kommandierung als Adjutant der 12. Division in Neisse. Unter Versetzung in das Infanterie-Regiment Nr. 157 und Belassung als Divisionsadjutant avancierte Schüßler Mitte September 1900 zum Major. Am 18. Februar 1902 wurde er Kommandeur des III. Bataillons im Füsilier-Regiment „Fürst Karl-Anton von Hohenzollern“ (Hohenzollernsches) Nr. 40 in Aachen und sein Regimentschef Wilhelm von Hohenzollern verlieh Schüßler das Ehrenkreuz III. Klasse seines Hausordens. Als Oberstleutnant folgte am 14. April 1907 seine Versetzung nach Altona zum Stab des Infanterie-Regiments „Graf Bose“ (1. Thüringisches) Nr. 31. Dort rückte Schüßler am 20. April 1910 zum Oberst auf und wurde neun Tage später zum Regimentskommandeur ernannt. Unter Versetzung zu den Offizieren von der Armee wurde er am 27. Juni 1913 Generalmajor und ab dem 10. August 1913 zur Vertretung des beurlaubten Kommandeurs der 13. Infanterie-Brigade in Magdeburg kommandiert. Mit Wirkung zum 1. Oktober 1913 erhielt Schüßler das Kommando über diese Brigade.
Bei Ausbruch des Ersten Weltkriegs machte seine Brigade mobil und rückte bei der 7. Division in das neutrale Belgien ein. In der Schlacht bei Mons führte Schüßler die Vorhut der Division, mit der er Pommereuil eroberte, den Canal du Centre überschritt sowie Thulin und Elouges erstürmte. Daran schlossen sich Kämpfe bei Le Cateau, an der Somme, bei Péronne und am Ourcq an. Nach dem Rückzug von der Marne lag die Brigade in Stellungskämpfen an der Aisne, bei Arras sowie im Artois bei Blangy und Tilloy. Am 7. März 1915 wurde sein Großverband aufgelöst und Schüßler übernahm dafür die neugebildete 104. Infanterie-Brigade bei der 52. Infanterie-Division im Artois. Im Juni 1915 lagen seine Truppen in mehrtägigen Gefechten an der Serre und anschließend in Stellungskämpfen. Am 28. Mai 1916 wurde er Kommandeur, der aus preußischen, sächsischen und württembergischen Verbänden neuaufgestellten 183. Infanterie-Division. Mit Unterbrechungen war er in die Schlacht an der Somme eingebunden. Ab Ende Oktober 1916 kam die Division zur Armeeabteilung „Strantz“ auf den Maashöhen, lag im März 1917 an der Aisne und konnte im August in der Schlacht in Flandern zahlreiche Durchbruchsversuche des Feindes abwehren. Am 18. August 1917 wurde Schüßler zum Generalleutnant befördert und im Herbst mit dem Roten Adlerorden II. Klasse mit Eichenlaub und Schwertern ausgezeichnet. In der Schlacht von Cambrai konnte Schüßler Ende November 1917 seine Stellungen halten und es gelang ihm bei der Gegenoffensive zuvor verlorengegangenes Gelände wieder einzunehmen.
Bei der 2. Armee nahm Schüßlers Division im März 1918 an der Deutschen Frühjahresoffensive teil, durchbrach bei Épehy die von britischen Truppen gehaltene südliche Front und kämpfte erfolgreich bei Étricourt und Manancourt. In Anerkennung dieser Erfolge wurde ihm am 22. April 1918 der Orden Pour le Mérite verliehen. Nach Einstellung der Offensive kämpfte die Division zwischen Maas und Mosel bei Flirey, Limey und Regniéville sowie Ende August 1918 zwischen Monchy-Bapaume.
Nach dem Waffenstillstand von Compiègne wurde Schüßler am 3. Dezember 1918 zu den Offizieren von der Armee überführt und in Genehmigung seines Abschiedsgesuches am 21. März 1919 zur Disposition gestellt.

### Familie
Schüßler hatte sich am 29. September 1888 in Koblenz mit Anna von Marées (1866–1904) verheiratet. Nach ihrem Tod heiratete er am 1. August 1907 in Bremen Lucie Perrignon de Frénoy (* 1883). Aus den Ehen gingen zwei Töchter und ein Sohn hervor.